# Папильское староство
Папильское староство (лит. Papilės seniūnija) — одно из 6 староств Акмянского района, Шяуляйского уезда Литвы. Административный центр — местечко Папиле.

## География
Расположено на севере Литвы, в Средне-Вянтской низменности, в южной части Акмянского района.
Граничит с Вянтским, Акмянским, Науйойи-Акмянским сельским и Круопяйским староствами  на севере, Векшняйским староством Мажейкяйского района — на западе, Тришкяйским староством Тельшяйского района — на юге, Куршенайским сельским и Шакинским староствами Шяуляйского района — на востоке, а также Рауденайским староством Шяуляйского района — на юге

## Население
Папильское староство включает в себя местечко Папиле, 59 деревень и 2 хутора.